# Chilapa 1ra. Sección
Chilapa 1ra. Sección är en ort i Mexiko.   Den ligger i kommunen Centla och delstaten Tabasco, i den sydöstra delen av landet, 700 km öster om huvudstaden Mexico City. Chilapa 1ra. Sección ligger 6 meter över havet och antalet invånare är 667.
Terrängen runt Chilapa 1ra. Sección är mycket platt. Runt Chilapa 1ra. Sección är det ganska tätbefolkat, med 67 invånare per kvadratkilometer. Närmaste större samhälle är Buena Vista 1ra. Sección, 10,2 km sydväst om Chilapa 1ra. Sección. Trakten runt Chilapa 1ra. Sección består till största delen av jordbruksmark.